# Túszjátszma (film)
A Túszjátszma (eredeti cím: Trespass)  2011-ben bemutatott bűnügyi thriller, pszichológiai dráma. Főszereplők Nicolas Cage és Nicole Kidman. Rendező Joel Schumacher.

## Cselekménye
|  | Alább a cselekmény részletei következnek! |

Kyle Miller (Nicolas Cage) illegálisan millió dollár értékű gyémántokat ad el. Hatalmas, elegáns házában felesége, Sarah (Nicole Kidman), és tizenéves lányuk, Avery (Liana Liberato) várja. Avery szeretne egy házibuliba menni, anyja azonban nem engedi el, Avery ezért a szobájába vonul, majd nemsokára kiszökik a házból és Kendra nevű barátnőjével elmegy a buliba. Kendra veszélyesen vezet, egy kanyarban a nagy sebesség és figyelmetlenség miatt majdnem lesodródnak az útról.
Kyle egy ügyfelével beszél telefonon, akinek azt mondja, hogy az irodájából beszél, holott már otthon van, a dolgozószobájában. Egy fém aktatáskából egy gyémántot vesz elő, majd az íróasztala mögötti széfből egy fényképet, amit nézegetni kezd (nem lehet látni, hogy a képen mi van). Felesége elegánsan megteríti az asztalt, borral kínálja és vacsorázni hívja, ő azonban üzleti ügyeire hivatkozva el akar menni otthonról.
Ekkor a biztonsági szolgálat egyenruháiba öltözött férfiak jelennek meg a ház biztonsági kameráján, és azt mondják, hogy minden házat ellenőrizniük kell. Kyle ezért beengedi őket, azonban a férfiak símaszkos rablóknak bizonyulnak, akik mindkettejüket erőszakosan a földre teperik. 
A rablók között egy nő is van, a kábítószer élvező Petal (Jordana Spiro), aki a rablóbanda fejének, Eliasnak (Ben Mendelsohn) a barátnője. Velük van még Elias öccse, Jonah (Cam Gigandet), aki korábban a Miller-ház biztonsági rendszerét szerelte, ezért ismeri annak működését (köztük a kikapcsoláshoz szükséges kódot). Amikor Elias Kyle-tól a riasztó kikapcsoló kódját kéri, Kyle azt a kódot adja meg (7465), ami a biztonsági szolgálatot riasztotta volna. A rablók a 7466-ot ütik be, ami kikapcsolja a riasztót. A rablók között van a hatalmas termetű Ty (Dash Mihok), aki időnként Eliast sürgeti. 
A rablók azt mondják, hogy egy ideje figyelik a házat és annak lakóit, ezért sokat tudnak róluk. Később kiderül, hogy a belső információk jó része Jonahtól származik, aki Kyle üzletelését is figyelemmel kísérte, amikor az parkolókban és föld alatti garázsokban gyémántot adott át kuncsaftjainak, akik nagy összegű készpénzzel fizettek. A rablók ezért a széf kinyitását követelik és az abban lévő gyémántok és készpénz átadását. Kyle vitatkozni kezd a rablókkal, mert feltételezi, hogy azok megölik őket, ha elérik céljukat (Elias és Ty időközben levette a maszkját). Jonah nem vette le a maszkját, de Sarah mégis felismeri benne a szerelőt, aki nyáron a házban dolgozott. (Több visszajátszásból úgy tűnik, hogy Jonah és Sarah bizalmas viszonyba kerültek a munkavégzés ideje alatt, amik egy részét a kamerák is rögzítették. Ezek egyikén Jonah megcsókolja Sarah-t)
Elias egy injekciós tűvel fenyegeti Kyle-t, amiben állítása szerint lassan ölő méreg van. Amikor Elias kiviszi Sarah-t a konyhába, hogy ott beszéljen vele, a nő kilopja a férfi zsebéből az injekciót.
Avery megérkezik a buliba, ahol rengetegen vannak. A házigazda fiú az apja széfjét kinyitva (amiben szerinte legalább 200 ezer dollár van), kábítószert vesz elő, amit felszippant és a lányt is megkínálja vele, ő azonban nem kér. Amikor kinyilvánítja szándékát, hogy szeretne lefeküdni Averyvel, a lánynak elege lesz, és taxival hazamegy. Távozáskor és a visszatéréskor a drótkerítés egy olyan részét használja, ahol nincs szögesdrót. Avery gyanútlanul felmegy az emeletre, a rablók azonban kis üldözés után elfogják.
Elias azt mondja Kyle-nak, hogy 180 ezer dollárra van szüksége anyja veseátültetésére, és ha nem kapja meg a pénzt, akkor az injekció beadása után ki fogja metszeni a vesét valamelyikükből. Kyle ajánlkozik donornak, de a „műtét” üres fenyegetésnek bizonyul. Elias később bevallja, hogy ő drogdíler, és amikor nagyobb mennyiségű kábítószert bíztak rá, a kocsijában ülve kirabolták, azért kell megszereznie a pénzt, hogy alvilági megbízóinak visszafizesse. Kiderül, hogy Ty azért van velük, hogy a rablást felügyelje (és hogy így Elias vissza tudja fizetni a pénzt). Jóval később kiderül, hogy azt a rablást csak megrendezték, és Jonah is részt vett benne.
Sarah elkapja Eliast és a nyakához tartja az injekciót, amit korábban megszerzett tőle. Némi vita után a rablók elengedik Averyt, ha Kyle kinyitja a széfet. Kyle azzal a blöffel áll elő, hogy a széfben lévő gyémántok lézerrel meg vannak jelölve, ezért azt bármelyik ékszerész fel fogja ismerni, akinek el akarják adni a köveket. Ezért ajánlkozik, hogy ő eladja a köveket és odaadja nekik a pénzt, ő pedig bezsebeli a biztosítási összeget. Ezt nem fogadják el. Amikor Kyle kinyitja a széfet (ehhez a kódon kívül egy hüvelykujj-leolvasó is tartozik), az teljesen üresnek bizonyul (nem derül ki, hogy a történet elején látott nagy méretű gyémántot, amit le akart szállítani a vevőjének, Kyle hova rejtette el). Kyle elmagyarázza, hogy anyagilag teljesen tönkrement, és a ház bővítését is hitelből végeztette el. A magyarázatot Sarah hitetlenkedve hallgatja. Elias dühében eltöri Kyle egyik kezét. Kárpótlásul Sarah értékes gyémánt nyakláncát követeli, amit az emeleten meg is találnak. Kyle azonban erre azt mondja, hogy hamisítvány és cirkóniumból készült. A kövek valóban összetörnek, amikor Elias rájuk tapos.  
Amikor Ty egy telefonhívás után újból sürgetni kezdi Eliast, nyilvánvalóvá válik, hogy Elias kényszerből hajtja végre a rablást. 
Jonah több alkalommal védelmére kel az asszonynak, és többször hangoztatja bátyjának, hogy a nő sértetlenségét ígérte neki. Jonah szerelmes a nőbe, akivel nem is volt viszonya, azt csak a férfi szerette volna. A csók is a nő akarata ellen történt, ami után ő azonnal elküldte a férfit a házból.
Kyle egy öngyújtóval próbálja elégetni a kezét és Avery kezét fogva tartó ragasztócsíkot. Amikor a keze kiszabadul, egy székkel betör egy üvegfelületet, ami riasztást okoz a központban. Ty meg akarja ölni Kyle-t az injekciós tűvel, de Kyle-nak sikerül a férfi alkarjába döfnie a tűt, aki eszméletlenül elterül a földön.
Amikor telefonál a biztonsági szolgálat, hogy riasztás érkezett a házból, Avery kényszerből azt mondja, hogy csak házibuli van náluk és a jelszó megadásával megszünteti a riasztást. Később mégis kiérkezik egy járőr (David Maldonado), akit Elias megpróbál megtéveszteni, mintha ő lenne a házigazda, de Jonah lelövi az őrt. Kiderül, hogy Jonah gyerekkora óta idegbeteg és gyógyszert kell szednie, és Elias is fejfájással szokott küzdeni.
Elias térden lövi Kyle-t. Avery ismét megpróbál elszaladni, de ezúttal Jonah kapja el. Mivel semmilyen komolyabb értéket nem találtak a házban, Elias megtorlásul le akarja lőni őket, ekkor Avery felajánlja, hogy szerez 200 ezer dollárt (mivel eszébe jut a buli helyszínén látott széf, amihez nem tartozik riasztó). A kábítószer élvező Petal megy vele. Amikor ahhoz a helyhez érnek, ahol korábban majdnem kisodródtak, Avery gázt ad, és kikapcsolja Petal biztonsági övét és a nő meghal, amikor az autó az út menti oszlopnak ütközik. Avery magához veszi Petal fegyverét és visszaindul a házhoz. 
Ty magához tér, és megtámadja Sarah-t. Jonah nekiugrik és verekedni kezdenek. Ty közben elmondja, hogy ők rabolták ki Eliast, amit Jonah-val együtt terveztek meg. Amikor meg akarja fojtani Jonah-t, Elias lelövi Ty-t.
A kavarodásban Kyle és Sarah a ház épülőfélben lévő részébe menekül. Elias és Jonah utoléri őket. Az egyik fal mögött nagy mennyiségű készpénzt fedeznek fel (ami több millió dollár lehet). Avery visszaérkezik, de Jonah könnyedén lefegyverzi. Elias elkapja Sarah-t, de Kyle lelövi a férfit. Jonah újból megpróbál a nővel beszélni, Sarah azonban kinyilvánítja, hogy sohasem szerette, és hogy a férfi őrült. Amikor egy gyúlékony anyagot tartalmazó kanna felborul, Kyle meggyújtja a folyadékot az öngyújtóval. Jonah cipőjébe egy szögbelövővel több szöget lő, így a férfi nem tud megmozdulni, és belezuhan a tűzbe.
Kyle nehezen, de Sarah támogatásával elmászik a tűz közeléből, és összeesik a fűben. Felesége újból elmondja neki, hogy csak őt szereti, még akkor is, ha nem maradt semmi pénzük. Kyle azt mondja neki, hogy hagyja őt meghalni, mert akkor ő és Avery a biztosításból tovább élhetnek, Sarah azonban elutasítja ezt. Avery is csatlakozik hozzájuk, aki időközben segítséget hívott.
|  | Itt a vége a cselekmény részletezésének! |

## Szereposztás
- Nicolas Cage – Kyle Miller, illegális gyémántkereskedő
- Nicole Kidman – Sarah Miller, Kyle felesége
- Cam Gigandet – Jonah, Elias öccse[2]
- Jordana Spiro – Petal, Elias kábítószerező barátnője[3]
- Ben Mendelsohn – Elias, a rablás vezetője, Jonah bátyja
- Liana Liberato – Avery Miller, Millerék tinédzser lánya
- Dash Mihok – Ty
- Nico Tortorella – Jake, aki a buliban el akarja csábítani Averyt
- Emily Meade – Kendra, Avery ismerőse

## Megjelenése
A film DVD-n és Blu-ray-n 2011. november 1-jén jelent meg.

## Fogadtatás
A Túszjátszma általában nem tetszett a kritikusoknak. A filmkritikusok véleményét összegző Rotten Tomatoes 10%-ra értékelte 67 vélemény alapján. Többen kritizálták a forgatókönyv és a történet miatt, ami erősen emlékeztet a spanyol Secuestrados-ra. Más kritikusok dicsérték Kidman, Gigandet, és Mendelsohn alakítását. Mary Pols a Time magazin-tól „2011 tíz legrosszabb filmje” közé sorolta. 
A film anyagi bukás volt, az USA-ban a vetítéseket tíz nap után leállították.

## A film készítése
A forgatás 2010. augusztus 30-án kezdődött a Louisiana államban található Shreveportban.
A film a második együttműködés volt a rendező és Andrzej Bartkowiak  operatőr között, első közös munkájuk az Összeomlás volt. Bartkowiaknak ez az első operatőri munkája, miután a Thirteen Days-zel rendezői karrierbe kezdett.

## Forgatási helyszínek
- Louisiana állam, USA

## Fordítás
Ez a szócikk részben vagy egészben  a   Trespass (2011 film) című angol Wikipédia-szócikk fordításán alapul.  Az eredeti cikk szerkesztőit annak laptörténete sorolja fel. Ez a jelzés csupán a megfogalmazás eredetét és a szerzői jogokat jelzi, nem szolgál a cikkben szereplő információk forrásmegjelöléseként.